# 张耀 (贵州布政使)
张耀（？—1646年），字融我，明朝陕西三原县人。

## 生平
万历三十一年（1603年）癸卯科陝西鄉試举人。授山西聞喜縣知县，抚民有惠政，百姓为立祠。崇祯年间为贵州布政使。张献忠死，其部将孙可望、李定国等率众至贵州。张耀请贵州巡抚发兵守御，巡抚以为众寡不敌。大西军至，张耀率家众拒击。贵阳城破，张耀被捉，大西将领与张耀都是陕西人，劝他说：“张公若降，当用为宰相。”张耀大骂不绝，大西军带着他的妾媵说：“降则免一家死。”张耀还是骂，于是和家属十三人被杀。